# HD279021
HD279021 — хімічно пекулярна зоря спектрального класу A1, що має видиму зоряну величину в смузі V приблизно  9,5.
Вона  розташована на відстані близько 1045,4 світлових років від Сонця.

## Пекулярний хімічний вміст
Зоряна атмосфера HD279021 має підвищений вміст 
Cr
.